# Боско ди Нанто (Виченца)
Боско ди Нанто је насеље у Италији у округу Виченца, региону Венето.
Према процени из 2011. у насељу је живело 431 становника. Насеље се налази на надморској висини од 19 м.